# 愛西市立八開中学校
愛西市立八開中学校（あいさいしりつ はちかいちゅうがっこう）は、愛知県愛西市江西町川原にある公立中学校。1947年に八開村立八開中学校として設立、2005年の市町村合併に伴って愛西市立へと移行した。

## 概要
略称は「八中（はっちゅう）」。学区は旧八開村全域で、八輪小学校と開治小学校の卒業生が進学する。
愛西市立の中学校では最も北に位置し、海部幹線水路の対岸には愛西市役所の八開庁舎（旧・八開村役場）が存在する。

## 沿革
- 1907年 - 八輪村と開冶村の合併に伴い、2つの高等小学校が統合され八開高等小学校となる。
- 1947年 - 八開村立八開中学校と改められる。
- 2005年 - 市町村合併に伴い愛西市立へ移行。

## 教育目標
「報恩」「誠実」「探究」を教育目標としている。

## 著名な卒業生
- 飯尾隆義 - 名古屋大学理学研究科物理専攻教授
- 三輪實 - 岐阜大学工学部教授
- 水谷啓昭 - 元中日ドラゴンズ投手、元同コーチ、現同スカウト
- 水谷有希 - 柔道家